# Uña Ramos
Mariano Uña Ramos (Humahuaca, 27 de mayo de 1933 - París, 23 de mayo de 2014), mejor conocido simplemente como Uña Ramos, fue un músico, compositor y quenista argentino, considerado como uno de los intérpretes de instrumentos de viento originarios andinos más destacados en la historia de la música folklórica de Argentina.
Nacido en la Quebrada de Humahuaca, Uña Ramos tocó por primera vez una quena a los cuatro años. En 1971 por primera vez grabó como solista. Ese mismo año se radicó en Francia.
Ramos murió el 24 de mayo de 2014 en París, Francia. A un año de su muerte, el periódico El Federal, de Buenos Aires, Argentina, publicó el sábado 28 de febrero de 2015:

Aquel niño, Mariano Uña Ramos, nacido en 1933, que muy joven partió de su Humahuaca natal, para seguir su destino, llevar los sonidos de los Andes, por todo el mundo, será recibido y acompañado por todo un pueblo, que le rendirá tributo esparciendo sus cenizas entre el viento y las montañas. 
 Con la colaboración de la Municipalidad de Humahuaca posterior Misa de Exequias y caminata hasta la Peña Blanca, un cerro situado cruzando el Río Grande, donde serán esparcidas sus cenizas. 
 Uña Ramos residió los últimos 40 años en París, desde donde viajaba permanentemente por trabajo a todo el mundo. Su viuda Elizabeth Rochlin recordó que su deseo tras morir era: irse al viento, a la montaña, "para encontrar mi eco". 
 Para este homenaje arribarán desde Francia su hijo Jonathan y su hija Beatriz que reside en Buenos Aires, así como su entrañable amiga Sandra Ceballos. Además lo esperan su hermana Rosa y toda la familia Ramos de Humahuaca. 
 La Misa de Exequias será el domingo 1 de marzo en la Iglesia Nuestra Señora de la Candelaria, donde fue monaguillo de niño. Comenzará a las 10.30 cuando los músicos andinos interpretarán sus canciones para la despedida final en Peña Blanca. 
 Allí se leerán la declaración de Ciudadano Ilustre post mortem y sus poemas preferidos: La Puna al son de las cajas, de Domingo Zerpa, y El Aleph, de Borges, en La Escritura que evocaba su Oda a Borges, se dirán las palabras de despedida y serán esparcidas sus cenizas.
[cita requerida]

Entre sus obras se destacan "Una flauta en la noche", "Eve", "Puente de madera" (premio de la academia Charles Cros), "Don Pablo", "La princesa del mar", y "Aquellos ojos grises" (versionada por Shiina Ringo, entre otros). El Museo de los Músicos de Humahuaca preserva instrumentos que pertenecieron a este virtuoso aerofonista.

## Discografía
- 1968 El arte de la quena I
- 1971 El arte de la quena II
- 1972 Quena
- 1974 Urubamba (Urubamba), (CBS) [Vinilo]
- 1975 Don Pablo / Quena de los Andes / Eve
- 1976 Hermanos al Sol (concierto en Japón)
- 1976 Una caña llena de música / Un rosal pleno de música
- 1978 Initiation a la kena (EP)
- 1978 Muñeca de porcelana
- 1979 El puente de madera (premio Charles Cros)
- 1982 La magia de la quena
- 1985 Uña Ramos y sus amigos: Canciones y Danzas de música argentina, con Miguel Ángel Estrella, José Luis Castiñeira de Dios y Narciso Omar Espinosa
- 1986 La princesa del mar
- 1993 Una flauta en la noche I
- 1995 Una flauta en la noche II
- 1997 Le souffle du roseau
- 2006 En la Filarmónica de Berlín (concierto)

### Colectivos
- 1984 La mémoire chantée de Régine Mellac

### DVD
- 2008 En Vivo en Kehl Alemania 1994 / Live in Kehl Germany 1994